# Pro Caserta
La Pro Caserta era una società calcistica di Caserta fondata nel 1919 e scioltasi nel 1923. È stata la prima società di calcio di Caserta ad iscriversi ad un campionato della FIGC. Il suo colore sociale era il bianco, e giocava in divisa bianca particolarizzata da tre cerchi intrecciati tra loro.

## Storia
La Pro Caserta è stata la prima società calcistica cittadina ad emergere al termine della Grande Guerra, nel 1919. Il 29 settembre 1919 ha aderito ufficialmente alla FIGC prendendo parte al campionato di Prima Categoria 1919-1920, ossia il massimo livello regionale. In tale stagione ha battuto il Brasiliano e il Savoia nel turno di qualificazione pre-campionato, dopodiché è stata inserita nel girone campano del torneo centro-meridionale con Internazionale Napoli, Naples, Pro Napoli e Puteolana, in cui si è classificate all'ultimo posto con conseguente estromissione dalla competizione. Dal 1920 al 1923 ha partecipato solo a campionati minori, finché non è confluita, al pari di altri piccoli sodalizi di Caserta, nell'Associazione Sportiva Ausonia dando vita all'Unione Sportiva Casertana.

## Calciatori
- Olindo Giovanni Manfrenati

## Statistiche e record
L'unica partecipazione del club ai campionati risale alla Prima Categoria 1919-1920.